# Joe Camel
Joe Camel (lit. El camello Joe, oficialmente Old Joe, El viejo Joe) fue la mascota de la publicidad para los cigarrillos Camel de finales de 1987 al 12 de julio de 1997, que aparecen en la revista de anuncios, billboards y otros medios de comunicación impresos.

## Historia
El equipo de marketing de RJ Reynolds en EE. UU. buscando una idea para promover el 75.º aniversario de Camel, redescubrieron a Joe en los archivos de la empresa a finales de la década de los 80.
La frase de The New York Times:

Joe Camel en realidad nació en Europa. El camello caricaturizado fue creado en 1974 por un artista británico, Billy Coulton, para una campaña de publicidad francesa que se dirigió posteriormente a otros países en la década de 1970. En efecto, el señor O'Toole recordó una visita a Francia muchos años antes, durante la cual vio a Joe Camel llevando una gorra de una Legión Extranjera. La inspiración del dibujo del Sr Price fue el camello, llamado Old Joe, que ha aparecido en todos los paquetes de Camel desde la primera aparición de la marca en 1913.

Joe Camel apareció por primera vez en los EE. UU. en 1988, en los materiales creados para el 75.º aniversario de la marca Camel, por TRONE Advertising. TRONE es una agencia de tamaño medio en Greensboro, Carolina del Norte, que Reynolds ha utilizado en distintas actividades publicitarias y de promoción de proyectos.

## Controversia
Fue un controvertido dibujo animado que aparecía principalmente en los anuncios de Camel, pero también aparecía en "Camel Cash" y en papiroflexia de varios anuncios impresos. Joe Camel se expuso a examen ya que algunos consideraban que el personaje publicitario estaba dirigido a niños. 
La cara de Joe Camel, en particular su nariz y su morro, algunos dicen que se parece a los genitales masculinos. Esta especulación fue avivada por la imagen del "hombre desnudo" que ya aparece en el frontal del paquete y la combinación especulativa de los dos agentes de la imagen. Su imagen fue eliminada de Camel Cash y al mismo tiempo (julio de 1997) eliminada en los anuncios. Actualmente, algunas personas llaman a los cigarrillos "Joe".
- Datos: Q1691355